# 山本老迂斎
山本 老迀斎（やまもと ろううさい）は、江戸時代中期の武士。越後長岡藩の家老。諱は義方、後に9代藩主・牧野忠精より一字拝領を受けて精義と改名。石高は1300石。

## 生涯
享保3年（1718年）、山本帯刀正豊の子として誕生。父・正豊は長岡藩先法家の疋田正方（水右衛門）の庶子で家老山本氏に養子として入った。なお、山本家についての詳細は山本（帯刀）家を参照。
牧野忠寿・忠周・忠敬・忠利・忠寛・忠精の6代の藩主に仕えたとされる。なお家老就任は忠周治世中の元文4年6月（1739年）からである。この頃長岡藩では藩主の幼少での家督相続や若くしての隠居や死去が続いたが、高野永貞（栄軒）・常道（余慶）父子と共に内政を充実させて、文武振興を行い長岡藩の名執政と呼ばれた。これにより忠精の江戸幕府幕政参画の基礎が作られたとされる。
延享3年12月（1746年）、藩主・忠敬の命を受けて高野栄軒や今泉親徳（岡右衛門）に藩主牧野氏の家譜及び家臣団諸記録の修補を命じる。また宝暦5年（1755年）に邸内に「書堂」と呼ぶ学問所を設け、後の藩校崇徳館設立の基礎を創ったとされる。寛政2年（1790年）に、前年死去した忠精生母の俊光院の墓誌及び御善言、善行録を編纂する。
寛政4年1月（1792年）、死去。享年75。